# سرنشین (فیلم ۲۰۰۵)
«سرنشین» (انگلیسی: The Passenger (2005 film)) فیلمی در ژانر مهیج است که در سال ۲۰۰۵ منتشر شد.